# Dáka
Dáka è un comune dell'Ungheria di 622 abitanti (dati 2001). È situato nella contea di Veszprém.